# Bâtiment du service automobile Fiat à Belgrade
Le bâtiment du service automobile Fiat à Belgrade (en serbe cyrillique : Зграда ауто сервиса „Фиат“ у Београду ; en serbe latin : Zgrada auto servisa „Fiat“ u Beogradu) est situé à Belgrade, la capitale de la Serbie, dans la municipalité urbaine de Vračar. Il est inscrit sur la liste des monuments culturels protégés de la république de Serbie et sur la liste des biens culturels de la ville de Belgrade (identifiant no SK 2216),.

## Présentation
Situé à l'angle du Bulevar oslobođenja (no 61) et de la rue Rudnička (no 1), le bâtiment a été construit en 1939-1942, selon un projet de l'architecte Milan Zloković, l'un des représentants les plus réputés du modernisme en Serbie, pour les besoins de l'antenne yougoslave de la société Fiat. Les travaux ont été interrompus par la Seconde Guerre mondiale et n'ont repris qu'après 1945 et, à partir de 1946, les locaux ont été occupés par la société Jugoauto.
Il se présente comme une construction angulaire asymétrique « en cascade », c'est-à-dire avec trois zones de hauteur différente. À l'origine, il était prévu pour accueillir tout un ensemble d'espaces commerciaux et de bureaux, fonctionnellement séparés : un espace de vente était situé au rez-de-chaussée de l'actuel Bulevar oslobođenja avec des bureaux à l'étage, l'angle abritait un garage et la rue Rudnička les ateliers de réparation. 
Ce bâtiment de style moderniste s'inscrit dans le style international et le fonctionnalisme et apparaît comme une rareté à une époque qui voit la montée de l'architecture monumentale.
D'autre part, conçu pour l'industrie automobile de la première moitié du XXe siècle, il s'inscrit dans une volonté de montrer dans une architecture « moderne » les réalisations modernes de la nouvelle industrie, à l'instar de la firme Fiat avec sa nouvelle usine du Lingotto à Turin ouverte en 1926 et construite selon le projet de l'architecte et ingénieur Giacomo Mattè-Trucco. Dans ce contexte, le projet de Zloković pour le bâtiment de la Fiat à Belgrade, peut être interprété comme un mélange entre des influences de la tradition italienne moderne et de ses propres préoccupations architecturales. Certains éléments comme la surface d'angle arrondie, les façades en briques rouges, l'encadrement des fenêtres en pierre blanche et le toit-terrasse avec une pergola mise en valeur par une grillage métallique sont rattachés dans l'historiographie architecturale à des éléments du rationalisme italien.
Ce bâtiment est considéré comme l'œuvre la plus importante de Milan Zloković, après l'hôpital universitaire pour les enfants à Belgrade et les villas des familles Šterić et Prendić.